# Clinothelphusa
Clinothelphusa is een geslacht van kreeftachtigen uit de klasse van de Malacostraca (hogere kreeftachtigen).

## Soort
- Clinothelphusa kakoota Tay & Ng, 2001